# Parc thermal de Bad Homburg
Le Parc thermal de Bad Homburg est le plus grand parc de la ville (44 hectares) de Bad Homburg située près de Francfort-sur-le-Main.
L'établissement thermal principal se nomme le Kaiser-Wilhelm-Bad. Le parc thermal a été aménagé par Peter Joseph Lenné.

## Histoire
Les Sources d'Élisabeth (Elisabethenbrunnen) ont été découvertes en 1834 par le docteur Eduard Christian Trapp pour ses qualités thermales, soignant les maux d'estomac et les maladies intestinales. Elles furent nommées ainsi en l'honneur de l'épouse de Frédéric VI de Hesse-Homburg, fille du roi d'Angleterre, Georges III de Hanovre.
La gestion de l'établissement thermal est confiée à partir des années 1840 aux frères Blanc, François Blanc (fondateur du casino de Monte-Carlo) et Louis Blanc, qui y construisent un casino, une salle de bal gigantesque et les établissements de cure pour attirer une clientèle aristocratique et fortunée de toute l'Europe. Certains perdent des fortunes et Dostoïevski y perdra de fortes sommes.
Peter Joseph Lenné, le célèbre paysagiste, dessine le parc et en 1856 l'aménage en créant des fontaines et des petits pavillons d'agrément. On y installe aussi le court de tennis le plus ancien d'Allemagne et le premier parcours de golf d'Europe continentale du Nord (1898).
La chapelle russe orthodoxe est achevée l'année suivante pour accueillir Nicolas II et sa famille, ainsi que Constantin Ier de Grèce, gendre de l'impératrice Victoria qui y passait ses vacances, de même que la famille du Kaiser Wilhelm II.
Le roi Chulalongkorn de Siam y passe l'été en 1907 et y envoie en remerciement une petite pagode de Bangkok, mais elle ne sera inaugurée qu'en 1914, quatre ans après sa mort...
Le parc est célèbre pour ses essences exotiques, sa roseraie, etc.

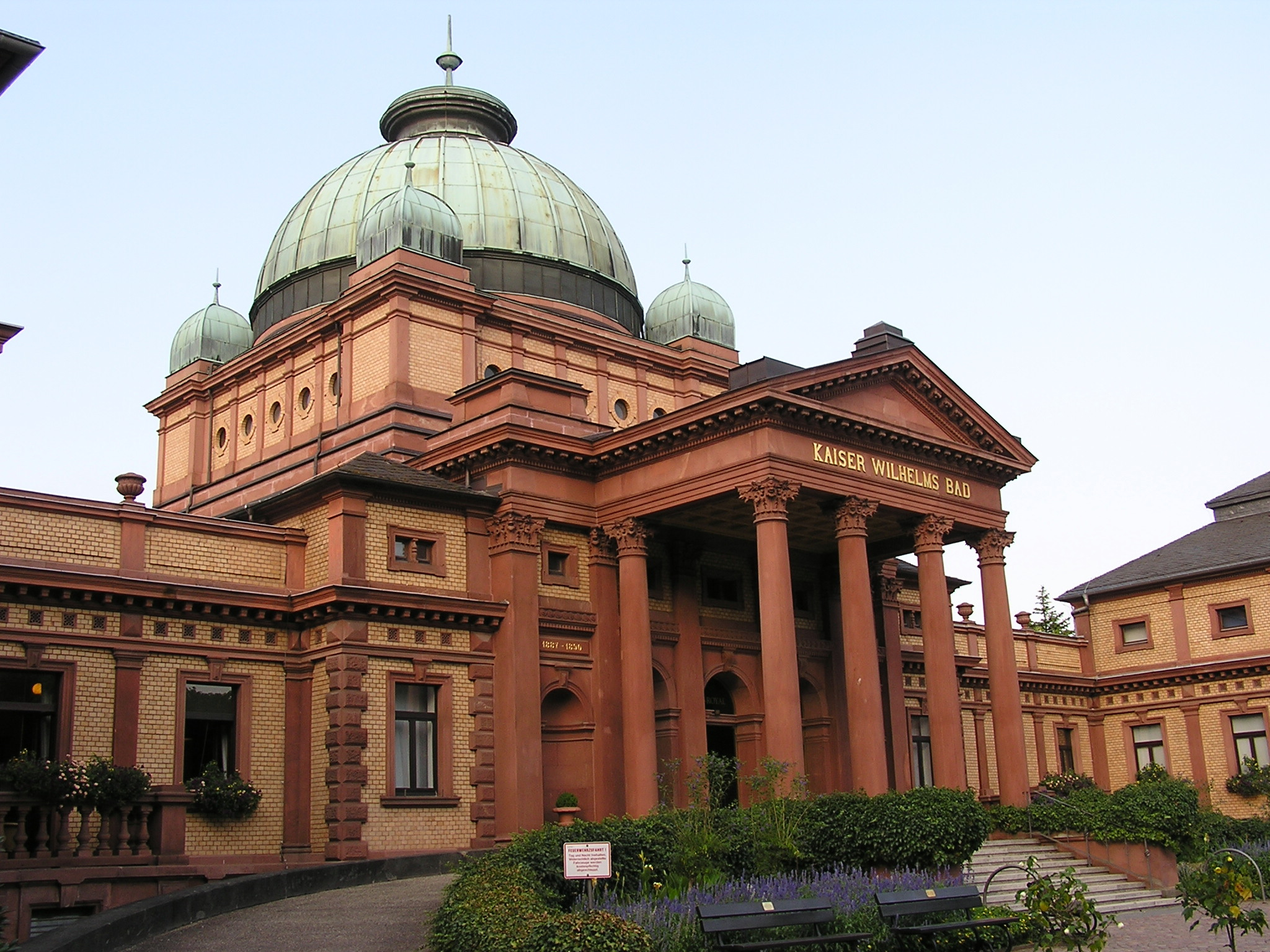
L'établissement thermal Empereur-Guillaume
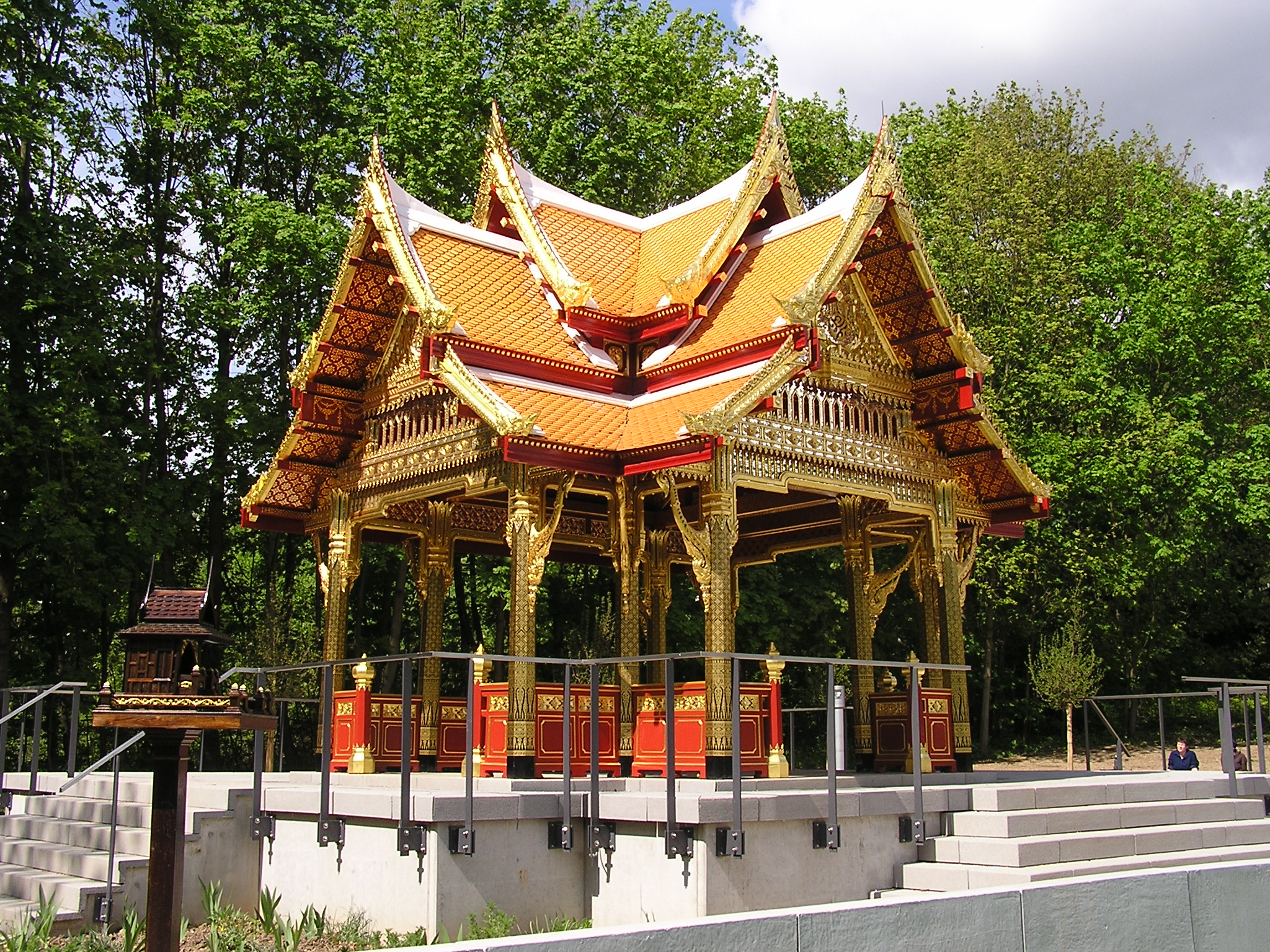
La petite pagode thaïlandaise dite le Temple siamois